# Carlina graeca
Carlina graeca là một loài thực vật có hoa trong họ Cúc. Loài này được Heldr. & Sart. mô tả khoa học đầu tiên năm 1855.